# Grant kapitány nyomában
A Grant kapitány nyomában (oroszul: В поисках капитана Гранта, V poiszkah kapitana Granta) egy hét epizódból álló televíziós film, amelyet Stanyiszlav Govoruhin rendezett Jules Verne Grant kapitány gyermekei című regénye alapján. Az Odessa Studios és a Nu Boyana Film készítette, először a Szovjet Központi Televízió és a Bolgár Nemzeti Televízió sugározta 1986-ban.
A film két részcselekményből áll. Az első az író, Jules Verne életéről, valamint az Grant kapitány nyomában (franciául: À la recherche du capitaine Grant) című regény keletkezésének és kiadásának történetéről szól. A második tulajdonképpen a regényt meséli el.
A film forgatási helyszíne Bulgária tájai, a Prohodna-barlang volt; Krím, Fekete-tenger. A Patagóniáról szóló történetet a bolgár város, Belogradcsik környékén forgatták. Ezenkívül a forgatás egy része Párizsban, a Szajna közelében, a Montebello-rakparton zajlott. 
A film elején, ahol Jules Verne léggömbje lezuhan, a Kurszki területen található Rilszk városában, a Rilszk Szent Miklós-kolostor hátterében zajlott a forgatás.
Ausztráliából Új-Zélandra hajózás tutajon a regény szövegének módosítása.
A film Iszaak Dunajevszkij zenekari nyitányát használja a Grant kapitány gyermekei című filmből, amely a regény 1936-os első szovjet filmadaptációja.